# Liste des longs métrages en prises de vues réelles produits par les Studios Disney
Walt Disney Pictures produit depuis son origine, parallèlement aux films d'animations, des longs métrages en prises de vues réelles (avec ou sans séquences d'animation), comme les autres studios de cinéma.

## Légende
Le bandeau ci-dessous indique les films contenant des séquences d'animation (pour plus d'explications, consultez cette page) :

| N° de production | N° de collection Disney/Buena Vista Home Video | N° de "Chef-d'œuvre" ou "Classique d'animation" |

## Liste des films par décennies

### Années 1940
- 1941 :  04  ---  ---  Le Dragon récalcitrant (The Reluctant Dragon) d'Alfred L. Werker et Hamilton Luske, documentaire mêlant animation et prise de vues réelles sur le thème d'une visite des studios
- 1946 :  11  09  ---  Mélodie du Sud (Song of the South) d'Harve Foster et Wilfred Jackson
- 1948 :  14  12  ---  Danny, le petit mouton noir  (So Dear To My Heart) d'Harold D. Schuster et Hamilton Luske

### Années 1950
- 1950 : L'Île au trésor (Treasure Island) de Byron Haskin, d'après le roman-homonyme de Robert Louis Stevenson.
- 1952 : Robin des Bois et ses joyeux compagnons (The Story of Robin Hood and His Merrie Men) de Ken Annakin
- 1953 :
  - La Rose et l'Épée (The Sword and the Rose) de Ken Annakin
  - Le Désert vivant (The Living Desert) de James Algar. Premier long-métrage documentaire de la série True-Life Adventures.
  - Échec au roi (Rob Roy, the Highland Rogue) d'Harold French
- 1954 :
  - La Grande Prairie (The Vanishing Prairie) de James Algar. Deuxième long-métrage documentaire de la série True-Life Adventures.
  - Vingt Mille Lieues sous les mers (20,000 Leagues Under the Sea) de Richard Fleischer, d'après le roman-homonyme de Jules Verne
- 1955 :
  - Davy Crockett, roi des trappeurs (Davy Crockett, King of the Wild Frontier) de Norman Foster
  - Lions d'Afrique (The African Lion) de James Algar. Troisième long-métrage documentaire de la série True-Life Adventures.
  - La Revanche de Pablito (The Littlest Outlaw) de Roberto Gavaldón
- 1956 :
  - L'Infernale Poursuite (The Great Locomotive Chase) de Francis D. Lyon
  - Davy Crockett et les Pirates de la rivière (Davy Crockett and the River Pirates) de Norman Foster
  - Les Secrets de la vie (Nature's Secrets of Life) de James Algar. Quatrième long-métrage documentaire de la série True-Life Adventures.
  - Sur la piste de l'Oregon (Westward Ho the Wagons!) de William Beaudine
- 1957 :
  - Johnny Tremain de Robert Stevenson
  - Fidèle Vagabond (Old Yeller) de Robert Stevenson
  - Les Aventures de Perri (The Story of Perri) de Paul Kenworthy et Ralph Wright. Premier (et unique) docufiction animalier de la série True Life Fantasy, inspiré d'une histoire de Felix Salten, l'auteur de Bambi.
- 1958 :
  - Le Désert de l'Arctique (White Wilderness) de James Algar. Cinquième long-métrage documentaire de la série True-Life Adventures.
  - Lueur dans la forêt (The Light in the Forest) d'Herschel Daugherty
  - Tonka, cheval sauvage (Tonka) de Lewis R. Foster
- 1959 :
  - Darby O'Gill et les Farfadets (Darby O'Gill and the Little People) de Robert Stevenson
  - Quelle vie de chien ! (The Shaggy Dog) de Charles Barton
  - Le Troisième Homme sur la montagne (Third Man on the Mountain) de Ken Annakin

### Années 1960
- 1960 :
  - Le Clown et l'Enfant (Toby Tyler or Ten Weeks with a Circus) de Charles Barton
  - Pollyanna de David Swift
  - L'Enlèvement de David Balfour (Kidnapped) de Robert Stevenson
  - Signé Zorro (The Sign of Zorro) de Lewis R. Foster et Norman Foster
  - Les Dix Audacieux (Ten Who Dared) de William Beaudine
  - Les Robinsons des mers du Sud (Swiss Family Robinson) de Ken Annakin
  - Le Jaguar, seigneur de l'Amazone (Jungle Cat) de James Algar. Sixième et dernier long-métrage documentaire de la série True-Life Adventures.
- 1961 :
  - Nomades du Nord (Nikki, Wild Dog of the North). Docu-fiction animalier.
  - Le Pays des jouets (Babes in Toyland) de Jack Donohue
  - Monte là-d'ssus (The Absent-Minded Professor) de Robert Stevenson
  - La Fiancée de papa (The Parent Trap) de David Swift
  - Bobby des Greyfriars (Greyfriars Bobby) de Don Chaffey
- 1962 :
  - Un pilote dans la Lune (Moon Pilot) de James Neilson
  - Bon Voyage ! de James Neilson
  - Compagnon d'aventure (Big Red) de Norman Tokar
  - Presque des anges (Almost Angels) de Steve Previn
  - Les Enfants du capitaine Grant (In Search of the Castaways) de Robert Stevenson
  - La Légende de Lobo (The Legend of Lobo) de James Algar. Docu-fiction animalier.
- 1963 :
  - Après lui, le déluge (Son of Flubber) de Robert Stevenson. Suite de Monte là-d'ssus (1961)
  - Le Grand Retour (Miracle of the White Stallions) d'Arthur Hiller
  - Sam l'intrépide (Savage Sam) de Norman Tokar. Suite de Fidèle Vagabond (1957).
  - L'Été magique (Summer Magic) de James Neilson
  - L'Incroyable Randonnée (The Incredible Journey) de Fletcher Markle
- 1964 :
  -  23  21  ---  Mary Poppins de Robert Stevenson
  - Les Mésaventures de Merlin Jones (The Misadventures of Merlin Jones) de Robert Stevenson
  - Les Pas du tigre (A Tiger Walks) de Norman Tokar
  - Les Trois Vies de Thomasina (The Three Lives of Thomasina) de Don Chaffey
  - La Baie aux émeraudes (The Moon-Spinners) de James Neilson
  - Émile et les Détectives (Emil and the Detectives) de Peter Tewksbury
- 1965 :
  - Calloway le trappeur (Those Calloways) de Norman Tokar
  - Un neveu studieux (The Monkey's Uncle) de Robert Stevenson. Suite des Mésaventures de Merlin Jones (1964).
  - L'Espion aux pattes de velours (That Darn Cat!) de Robert Stevenson
- 1966 :
  - Quatre Bassets pour un danois (The Ugly Dachshund) de Norman Tokar
  - Lieutenant Robinson Crusoé (Lt. Robin Crusoe, U.S.N.) de Byron Paul
  - Le Prince Donegal (The Fighting Prince of Donegal) de Michael O'Herlihy
  - Demain des hommes (Follow Me, Boys!) de Norman Tokar
- 1967 :
  - Rentrez chez vous, les singes ! (Monkeys, Go Home !) d'Andrew McLaglen
  - L'Honorable Griffin (The Adventures of Bullwhip Griffin) de James Neilson
  - La Gnome-mobile (The Gnome-Mobile) de Robert Stevenson
  - Le Plus Heureux des milliardaires (The Happiest Millionaire) de Norman Tokar
  - Charlie, le couguar (Charlie, the Lonesome Cougar) de Rex Allen et Winston Hibler. Docu-fiction animalier.
- 1968 :
  - Le Fantôme de Barbe-Noire (Blackbeard's Ghost) de Robert Stevenson, d'après le livre de Ben Stahl
  - The One and Only, Genuine, Original Family Band de Michael O'Herlihy
  - Frissons garantis (Never a Dull Moment) de Jerry Paris
  - Le Cheval aux sabots d'or (The Horse in the Gray Flannel Suit) de Norman Tokar
  - Un amour de Coccinelle (The Love Bug) de Robert Stevenson
- 1969 :
  - Smith ! de Michael O'Herlihy
  - Guns in the Heather (aussi nommé The Secret of Boyne Castle)
  - Un raton nommé Rascal (Rascal) de Norman Tokar
  - L'Ordinateur en folie (The Computer Wore Tennis Shoes) de Robert Butler

### Années 1970
- 1970 : 
  - Du vent dans les voiles (The Boatniks) de Norman Tokar
  - Le Roi des grizzlis (King of the Grizzlies) de Ron Kelly. Docu-fiction animalier.
- 1971 :
  -  26  24  ---  L'Apprentie sorcière (Bedknobs and Broomsticks) de Robert Stevenson
  - Le Pays sauvage (The Wild Country) de Robert Totten
  - Un singulier directeur (The Barefoot Executive) de Robert Butler
  - Scandalous John de Robert Butler
  - La Cane aux œufs d'or (Million Dollar Duck) de Vincent McEveety
- 1972 :
  - Les Aventures de Pot-au-Feu (The Biscuit Eater) de Vincent McEveety
  - Napoléon et Samantha (Napoleon and Samantha) de Bernard McEveety
  - Pas vu, pas pris (Now You See Him, Now You Don't) de Robert Butler
  - 3 Étoiles, 36 Chandelles (Snowball Express) de Norman Tokar
  - Cours, couguar, cours (Run, Cougar, Run) de Jerome Courtland. Docu-fiction animalier.
- 1973 :
  - Nanou, fils de la Jungle (The World's Greatest Athlete) de Robert Scheerer
  - Charley et l'Ange (Charley and the Angel) de Vincent McEveety
  - Un petit Indien (One Little Indian) de Bernard McEveety
- 1974 :
  - Superdad de Vincent McEveety
  - Le Nouvel Amour de Coccinelle (Herbie Rides Again) de Robert Stevenson. Suite de Un amour de Coccinelle (1969).
  - Mes amis les ours (The Bears and I) de Bernard McEveety
  - Un cowboy à Hawaï (The Castaway Cowboy) de Vincent McEveety
  - L'Île sur le toit du monde (The Island at the Top of the World) de Robert Stevenson
- 1975 :
  - L'Homme le plus fort du monde (The Strongest Man in the World) de Vincent McEveety
  - La Montagne ensorcelée (Escape to Witch Mountain) de John Hough
  - Le Gang des chaussons aux pommes (The Apple Dumpling Gang)
  - Objectif Lotus (One of Our Dinosaurs is Missing) de Robert Stevenson
  - Le Justicier aux deux visages (Dr. Syn alias the Scarecrow) de James Neilson
  - Merveilles de la nature (The Best of Walt Disney's True-Life Adventures). Documentaire constitué d'extraits des films de la série True-Life Adventures.
  - Mais où est donc passé mon poney ? (Ride a Wild Pony) de Don Chaffey
- 1976 :
  - La Folle Escapade (No Deposit, No Return) de Norman Tokar
  - Gus de Vincent McEveety
  - Le Trésor de Matacumba (Treasure of Matecumbe)
  - Un candidat au poil (The Shaggy D.A.) de Robert Stevenson. Suite de Quelle vie de chien ! (1959)
  - Un vendredi dingue, dingue, dingue (Freaky Friday) de Gary Nelson
- 1977 :
  -  30  27  ---  Peter et Elliott le dragon (Pete's Dragon) de Don Chaffey
  - La Coccinelle à Monte-Carlo (Herbie Goes to Monte Carlo) de Vincent McEveety. Troisième film de la série initiée avec Un amour de Coccinelle (1969).
  - Les Petits Voleurs de chevaux (The Littlest Horse Thieves) de Charles Jarrott
- 1978 :
  - La Course au trésor (Candleshoe) de Norman Tokar
  - Les Visiteurs d'un autre monde (Return from Witch Mountain) de John Hough. Suite de La Montagne ensorcelée (1975).
  - Le Chat qui vient de l'espace (The Cat from Outer Space) de Norman Tokar
  - Tête brûlée et pied tendre (Hot Lead and Cold Feet) de Robert Butler
- 1979 : 
  - The North Avenue Irregulars de Bruce Bilson
  - Le Retour du gang des chaussons aux pommes (The Apple Dumpling Gang Rides Again). Suite du Gang des chaussons aux pommes (1975).
  - Un cosmonaute chez le roi Arthur (Unidentified Flying Oddball) de Russ Mayberry
  - Le Trou noir (The Black Hole) de Gary Nelson

### Années 1980
- 1980 :
  - Une nuit folle, folle (Midnight Madness) de Michael Nankin et David Wechter
  - Les Yeux de la forêt (The Watcher in the Woods) de John Hough
  - La Coccinelle à Mexico (Herbie Goes Bananas) de Vincent McEveety
  - Le Dernier Vol de l'arche de Noé (The Last Flight of Noah's Ark) de Charles Jarrott
  - Popeye de Robert Altman (co-production)
- 1981 :
  - Max et le Diable (The Devil and Max Devlin) de Steven Hilliard Stern
  - Amy de Vincent McEveety
  - Le Dragon du lac de feu (Dragonslayer) de Matthew Robbins (co-production)
  - Condorman de Charles Jarrott
- 1982 :
  - La Nuit de l'évasion (Night Crossing) de Delbert Mann
  - Tron de Steven Lisberger
  - Tex de Tim Hunter
- 1983 :
  - Meurtres à Malte (Trenchcoat) de Michael Tuchner (non-crédité)
  - La Foire des ténèbres (Something Wicked This Way Comes) de Jack Clayton
  - Un homme parmi les loups (Never Cry Wolf) de Carroll Ballard
- 1985 :
  - Baby : Le Secret de la légende oubliée (Baby: Secret of the Lost Legend) de Bill L. Norton (production uniquement, distribué via Touchstone Pictures)
  - Oz, un monde extraordinaire (Return to Oz) de Walter Murch
  - Natty Gann (The Journey of Natty Gann) de Jeremy Kagan
  - Un drôle de Noël (One Magic Christmas) de Phillip Borsos
- 1986 : Le Vol du Navigateur (Flight of the Navigator) de Randal Kleiser
- 1987 : Benji la malice (Benji the Hunted) de Joe Camp
- 1989 :
  - Chérie, j'ai rétréci les gosses (Honey, I Shrunk the Kids) de Joe Johnston
  - Douma et ses amis (Cheetah) de Jeff Blyth

### Années 1990
- 1991 :
  - Croc-Blanc (White Fang) de Randal Kleiser
  - Les Naufragés de l'île aux pirates (Shipwrecked) de Nils Gaup
  - À cœur vaillant rien d'impossible (Wild Hearts Can't Be Broken) de Steve Miner
  - Les Aventures de Rocketeer (The Rocketeer) de Joe Johnston
- 1992 :
  - Newsies de Kenny Ortega
  - Chérie, j'ai agrandi le bébé (Honey, I Blew Up the Kid) de Randal Kleiser
  - Les Petits Champions (The Mighty Ducks) de Stephen Herek
  - Noël chez les Muppets (The Muppet Christmas Carol) de Brian Henson
- 1993 :
  - L'Incroyable Voyage (Homeward Bound: The Incredible Journey) de Duwayne Dunham
  - Kalahari (A Far Off Place) de Mikael Salomon
  - Les Aventures de Huckleberry Finn (The Adventures of Huck Finn) de Stephen Sommers
  - Hocus Pocus : Les Trois Sorcières (Hocus Pocus) de Kenny Ortega
  - Rasta Rockett (Cool Runnings) de Jon Turteltaub
  - Les Trois Mousquetaires (The Three Musketeers) de Stephen Herek
- 1994 :
  - L'Enfer blanc (Iron Will) de Charles Haid
  - L'Apprenti millionnaire (Blank Check) de Rupert Wainwright
  - Les Petits Champions 2 (D2: The Mighty Ducks) de Sam Weisman
  - Croc-Blanc 2 : Le Mythe du loup blanc (White Fang 2: Myth of the White Wolf) de Ken Olin
  - Une équipe aux anges (Angels in the Outfield) de William Dear
  - Squanto (Squanto: A Warrior's Tale) de Xavier Koller
  - Super Noël (The Santa Clause) de John Pasquin
  - Le Livre de la jungle (Rudyard Kipling's The Jungle Book) de Stephen Sommers
- 1995 :
  - Frank et Ollie (Frank and Ollie) de Theodore Thomas
  - La Colo des gourmands (Heavyweights) de Steven Brill
  - Le Maître des lieux (Man of the House) de James Orr
  - Les Légendes de l'Ouest (Tall Tale: The Unbelievable Adventure) de Jeremiah S. Chechik
  - Opération Dumbo Drop (Operation Dumbo Drop) de Simon Wincer
  - Un visiteur chez le roi Arthur (A Kid in King Arthur's Court) de Michael Gottlieb
  - Une équipe de nases ! (The Big Green) de Holly Goldberg Sloan
  - Tom et Huck (Tom and Huck) de Peter Hewitt
- 1996 :
  - L'Île au trésor des Muppets (Muppet Treasure Island) de Brian Henson
  - L'Incroyable Voyage 2 : À San Francisco (Homeward Bound II: Lost in San Francisco) de David Richard Ellis
  - Président junior (First Kid) de David M. Evans
  - Les Petits Champions 3 (D3: The Mighty Ducks) de Robert Lieberman
  - Les 101 Dalmatiens (101 Dalmatians) de Stephen Herek
- 1997 :
  - Le Nouvel Espion aux pattes de velours (That Darn Cat) de Bob Spiers
  - Un Indien à New York (Jungle 2 Jungle) de John Pasquin
  - Chérie, nous avons été rétrécis (Honey, We Shrunk Ourselves) de Dean Cundey (via Walt Disney Studios Home Entertainment)
  - George de la jungle (George of the jungle) de Sam Weisman
  - Air Bud : Buddy star des paniers (Air Bud) de Charles Martin Smith (co-production)
  - Rocket Man de Stuart Gillard
  - Flubber de Les Mayfield
  - Mr. Magoo de Stanley Tong
- 1998 :

  - Meet the Deedles de Steve Boyum
  - À nous quatre (The Parent Trap) de Nancy Meyers
  - The Jungle Book: Mowgli's Story  de Nick Marck (via Walt Disney Studios Home Entertainment)
  - Sacré père Noël (I'll Be Home for Christmas) d'Arlene Sanford
  - Mon ami Joe (Mighty Joe Young) de Ron Underwood
- 1999 :
  - Mon Martien bien-aimé (My Favorite Martian) de Donald Petrie
  - Endurance de Leslie Woodhead et Bud Greenspan
  - Inspecteur Gadget (Inspector Gadget) de David Kellogg
  - La Main derrière la souris : L'Histoire d'Ub Iwerks (The Hand Behind the Mouse : The Ub Iwerks Story) de Leslie Iwerks
  - Une histoire vraie (The Straight Story) de David Lynch (co-production)

### Années 2000
- 2000 :

  - Whispers: An Elephant's Tale (en) de Dereck Joubert
  - Sale Môme (The Kid) de Jon Turteltaub
  - Le Plus Beau des combats (Remember the Titans) de Boaz Yakin
  - 102 Dalmatiens (102 Dalmatians) de Kevin Lima
- 2001 :
  - Princesse malgré elle (The Princess Diaries) de Garry Marshall
  - Le Grand Coup de Max Keeble (Max Keeble's Big Move) de Tim Hill
- 2002 :

  - Chiens des neiges (Snow Dogs) de Brian Levant
  - Rêve de champion (The Rookie) de John Lee Hancock
  - Les Country Bears (The Country Bears) de Peter Hastings
  - The Sweatbox de Trudie Styler et John-Paul Davidson
  - Immortels (Tuck Everlasting) de Jay Russell
  - Hyper Noël (The Santa Clause 2) de Michael Lembeck
- 2003 :

  - Inspecteur Gadget 2 (Inspector Gadget 2) d'Alex Zamm (via Walt Disney Studios Home Entertainment)
  - Les Fantômes du Titanic (Ghost of the Abyss) de James Cameron
  - La Morsure du lézard (Holes) d'Andrew Davis
  - Lizzie McGuire, le film (The Lizzie McGuire Movie) de Jim Fall
  - Pirates des Caraïbes : La Malédiction du Black Pearl (Pirates of the Caribbean: The Curse of the Black Pearl) de Gore Verbinski
  - Freaky Friday : Dans la peau de ma mère (Freaky Friday) de Mark Waters
  - George de la jungle 2 (George of the Jungle 2) de David Grossman (via Walt Disney Studios Home Entertainment)
  - Le Manoir hanté et les 999 Fantômes (The Haunted Mansion) de Rob Minkoff
  - La Légende de l'étalon noir (Young Black Stallion) de Simon Wincer
- 2004 :
  - Miracle de Gavin O'Connor
  - Le Journal intime d'une future star (Confessions of a Teenage Drama Queen) de Sara Sugarman
  - Planète sacrée (Sacred Planet) de Jon Long
  - Le Tour du monde en quatre-vingts jours (Around the World in 80 Days) de Frank Coraci (co-production)
  - America's Heart and Soul de Louis Schwartzberg
  - Un mariage de princesse (The Princess Diaries 2: Royal Engagement) de Garry Marshall
  - Benjamin Gates et le Trésor des Templiers (National Treasure) de Jon Turteltaub
- 2005 :
  - Aliens of the Deep de James Cameron
  - Baby-Sittor (The Pacifier) d'Adam Shankman
  - Princesse on Ice (Ice Princess) de Tim Fywell
  - La Coccinelle revient (Herbie : Fully Loaded) d'Angela Robinson
  - L'École fantastique (Sky High) de Mike Mitchell
  - Un parcours de légende (The Greatest Game Ever Played) de Bill Paxton
  - Le Monde de Narnia : Le Lion, la Sorcière blanche et l'Armoire magique (The Chronicles of Narnia: The Lion, the Witch and the Wardrobe) d'Andrew Adamson
- 2006 :

  - Les Chemins du triomphe (Glory Road) de James Gartner
  - Objectif Mars (Roving Mars) de George Butler
  - Antartica, prisonniers du froid (Eight Below) de Frank Marshall
  - Raymond (The Shaggy Dog) de Brian Robbins
  - Pirates des Caraïbes : Le Secret du coffre maudit (Pirates of the Caribbean: Dead Man's Chest) de Gore Verbinski
  - Invincible d'Ericson Core
  - Super Noël 3 : Méga Givré (The Santa Clause 3: The Escape Clause) de Michael Lembeck
- 2007 :
  - Le Secret de Terabithia (Bridge To Terabithia) de Gábor Csupó (co-production)
  - High School Musical, le concert (High School Musical: The Concert) de Jim Yukich (via Walt Disney Studios Home Entertainment)
  - Pirates des Caraïbes : Jusqu'au bout du monde (Pirates of the Caribbean: At Worlds End) de Gore Verbinski
  - Le Secret de la gourde magique (Bao hu lu de mi mi) de John Chu et Frankie Chung (via The Walt Disney Company China)
  - Underdog, chien volant non identifié (Underdog) de Frederik Du Chau
  - L'Histoire de Pixar (The Pixar Story) de Leslie Iwerks
  - Maxi papa (The Game Plan) d'Andy Fickman
  - Il était une fois (Enchanted) de Kevin Lima
  - Benjamin Gates et le Livre des secrets (National Treasure: Book of Secrets) de Jon Turteltaub
- 2008 :
  - Hannah Montana et Miley Cyrus, le film concert évènement (Hannah Montana and Miley Cyrus: Best of Both Worlds Concert) de Bruce Hendricks
  - Les Copains des neiges (Snow Buddies) de Robert Vince (via Walt Disney Studios Home Entertainment)
  - Papa, la Fac et moi (College Road Trip) de Roger Kumble
  - Le Monde de Narnia : Le Prince Caspian (The Chronicles of Narnia: Prince Caspian) d'Andrew Adamson
  - High School Musical: El Desafío (via The Walt Disney Company Latin America)
  - Walt et El Grupo de Theodore Thomas
  - Le Chihuahua de Beverly Hills (Beverly Hills Chihuahua) de Raja Gosnell
  - Morning Light de Mark Monroe
  - High School Musical 3 : Nos années lycée (High School Musical 3: Senior Year) de Kenny Ortega
  - Histoires enchantées (Bedtime Stories) d'Adam Shankman
- 2009 :
  - Les Copains dans l'espace (Space Buddies) de Robert Vince (via Walt Disney Studios Home Entertainment)
  - Jonas Brothers, le concert événement (Jonas Brothers: The 3D Concert Experience) de Bruce Hendricks
  - La Montagne ensorcelée (Race to Witch Mountain) d'Andy Fickman
  - Hannah Montana, le film (Hannah Montana: The Movie) de Peter Chelsom
  - The Boys : L'Histoire des frères Sherman (The Boys: The Sherman Brothers' Story) de Gregory V. Sherman et Jeff Sherman
  - Trail of the Panda (Xiong mao hui jia lu) de Zhong Yu (via The Walt Disney Company China)
  - Lili la petite sorcière, le Dragon et le Livre magique (Hexe Lilli: Der Drache und das magische Buch) de Stefan Ruzowitzky (via The Walt Disney Company Germany)
  - SpangaS op survival de Diede in't Veld (via The Walt Disney Company Benelux)
  - Mission-G (G-Force) d'Hoyt Yeatman
  - Waking Sleeping Beauty de Don Hahn
  - The Book of the Masters (Книга Мастеров) de Vadim Sokolovsky (via The Walt Disney Company Russia)
  - Les Copains fêtent Noël : La Légende de Chien Noël (Santa Buddies) de Robert Vince (via Walt Disney Studios Home Entertainment)
  - Les deux font la père'' ou  Papy-Sitter (Old Dogs) de Walt Becker

### Années 2010
- 2010 :
  - High School Musical: O Desafio de César Rodrigues (via The Walt Disney Company Latin America)
  - Alice au pays des merveilles (Alice in Wonderland) de Tim Burton
  - Prince of Persia : Les Sables du Temps (Prince of Persia: The Sands of Time) de Mike Newell
  - L'Apprenti sorcier (The Sorcerer's Apprentice) de Jon Turteltaub
  - High School Musical China: College Dreams (Ge wu qing chun) de Chen Shi-Zheng (via The Walt Disney Company China)
  - Secrétariat de Randall Wallace
  - Fuchsia, la petite sorcière (Foeksia de miniheks) de Johan Nijenhuis (via The Walt Disney Company Benelux)
  - Do Dooni Chaar de Habib Faisal (via The Walt Disney Company India)
  - La Mission de Chien Noël (The Search for Santa Paws) de Robert Vince (via Walt Disney Studios Home Entertainment)
  - Tron : L'Héritage (Tron: Legacy) de Joseph Kosinski
- 2011 :
  - Anaganaga O Dheerudu de Prakash Kovelamudi (via The Walt Disney Company India)
  - Le Chihuahua de Beverly Hills 2 (Beverly Hills Chihuahua 2) d'Alex Zamm  (via Walt Disney Studios Home Entertainment)
  - Lili la petite sorcière : Le Voyage vers Mandolan (Hexe Lilli: Die Reise nach Mandolan) d'Harald Sicheritz (via The Walt Disney Company Germany)
  - La Fabulous Aventure de Sharpay (Sharpay's Fabulous Adventure) de Michael Lembeck (via Walt Disney Studios Home Entertainment)
  - Zokkomon de Satyajit Bhatkal (via The Walt Disney Company India)
  - Prom de Joe Nussbaum
  - Pirates des Caraïbes : La Fontaine de Jouvence (Pirates of the Caribbean: On Stranger Tides) de Rob Marshall
  - Les Copains et la Légende du chien maudit (Spooky Buddies) de Robert Vince (via Walt Disney Studios Home Entertainment)
  - Les Muppets, le retour (The Muppets) de James Bobin
- 2012 :
  - Les Copains chasseurs de trésor (Treasure Buddies) de Robert Vince (via Walt Disney Studios Home Entertainment)
  - John Carter d'Andrew Stanton
  - La Drôle de vie de Timothy Green (The Odd Life of Timothy Green) de Peter Hedges
  - Le Chihuahua de Beverly Hills 3 (Beverly Hills Chihuahua 3: Viva la Fiesta!) de Lev L. Spiro (via Walt Disney Studios Home Entertainment)
  - Les Chiots Noël, la relève est arrivée (Santa Paws 2: The Santa Pups) de Robert Vince (via Walt Disney Studios Home Entertainment)
- 2013 :
  - Le Monde fantastique d'Oz (Oz the Great and Powerful) de Sam Raimi
  - Lone Ranger : Naissance d'un héros (The Lone Ranger) de Gore Verbinski
  - Les Copains super-héros (Super Buddies) de Robert Vince (via Walt Disney Studios Home Entertainment)
  - Dans l'ombre de Mary : La Promesse de Walt Disney (Saving Mr. Banks) de John Lee Hancock
- 2014 :
  - Happiness is... (Счастье — это) d'un collectif (via The Walt Disney Company Russia)
  - Opération Muppets (Muppets Most Wanted) de James Bobin
  - Million Dollar Arm / Un lancer à un million de dollars de Craig Gillespie
  - Maléfique (Maleficent) de Robert Stromberg
  - Khoobsurat de Shashanka Ghosh (via The Walt Disney Company India)
  - Alexandre et sa journée épouvantablement terrible et affreuse (Alexander and the Terrible, Horrible, No Good, Very Bad Day) de Miguel Arteta
  - Into the Woods : Promenons-nous dans les bois (Into the Woods) de Rob Marshall
- 2015 :
  - McFarland (McFarland, USA) de Niki Caro
  - Cendrillon (Cinderella) de Kenneth Branagh
  - À la poursuite de demain (Tomorrowland) de Brad Bird
  - ABCD 2 de Remo D'Souza (via The Walt Disney Company India)
- 2016 :
  - The Finest Hours de Craig Gillespie
  - Le Livre de la Jungle (The Jungle Book) de Jon Favreau
  - Tini : La Nouvelle Vie de Violetta (Tini: El Gran Cambio De Violetta) de Juan Pablo Buscarini (via The Walt Disney Company Latin America)
  - Alice de l'autre côté du miroir (Alice Through the Looking Glass) de James Bobin
  - Le Bon Gros Géant (The BFG) de Steven Spielberg (co-production)
  - Peter et Elliott le dragon (Pete's Dragon) de David Lowery
  - La Dame de Katwe (Queen of Katwe) de Mira Nair
  - Dangal de Nitesh Tiwari (via The Walt Disney Company India)
- 2017 :
  - La Belle et la Bête (Beauty and the Beast) de Bill Condon
  - Pirates des Caraïbes : La Vengeance de Salazar (Pirates of the Caribbean: Dead Men Tell No Tales) de Joachim Rønning et Espen Sandberg
  - Jagga Jasoos d'Anurag Basu (via The Walt Disney Company India)
  - Le Dernier Chevalier (Последний богатырь) de Dmitriy Dyachenko (via The Walt Disney Company Russia)
  - The Dreaming Man (Jia ru wang zi shui zhao le) de Wang Ying (via The Walt Disney Company China)
- 2018 : 
  - Un raccourci dans le temps (A Wrinkle in Time) de Ava DuVernay
  - Jean-Christophe et Winnie (Christopher Robin) de Marc Forster
  - Casse-Noisette et les Quatre Royaumes (The Nutcracker and the Four Realms) de Lasse Hallström
  - Le Retour de Mary Poppins (Mary Poppins Returns) de Rob Marshall

- 2019 :

  - Dumbo de Tim Burton
  - Happiness is... 2 (Счастье — это 2) d'un collectif (via The Walt Disney Company Russia)
  - Aladdin de Guy Ritchie
  - Maléfique : Le Pouvoir du mal (Maleficent: Mistress of Evil) de Joachim Rønning
  - La Belle et le Clochard (Lady and the Tramp) de Charlie Bean
  - Noëlle (Noelle) de Marc Lawrence
  - Togo d'Ericson Core

### Années 2020
- 2020 :

  - Timmy Failure : Des erreurs ont été commises (en) (Timmy Failure: Mistakes Were Made) de Tom McCarthy
  - Stargirl  de Julia Hart
  - Artemis Fowl de Kenneth Branagh
  - Hamilton de Thomas Kail (uniquement crédité)
  - Black Is King (en) de Beyoncé
  - Magic Camp (en) de Mark Waters
  - Le Seul et Unique Ivan (The One and Only Ivan) de Thea Sharrock
  - Mulan de Niki Caro
  - Marraine ou presque (Godmothered) de Sharon Maguire
  - Safety de Reginald Hudlin

- 2021 :
  - Le Dernier Chevalier : La Racine du mal (Последний богатырь: Корень зла) de Dmitriy Dyachenko (via The Walt Disney Company Russia)
  - Flora et Ulysse (Flora and Ulysses) de Lena Khan
  - Cruella de Craig Gillespie
  - Jungle Cruise de Jaume Collet-Serra
  - Le Dernier Chevalier : Messager des ténèbres (Последний богатырь: Посланник Тьмы) de Dmitriy Dyachenko (via The Walt Disney Company Russia)

- 2022 :
  - Treize à la douzaine (Cheaper by the Dozen) de Gail Lerner[note 1]
  - Le Monde de Nate (Better Nate Than Ever) de Tim Federle
  - Tic et Tac, les rangers du risque (Chip 'n Dale: Rescue Rangers) d'Akiva Schaffer
  - Hollywood Stargirl de Julia Hart
  - Rise : La Véritable Histoire des Antetokounmpo (en) (Rise) d'Akin Omotoso
  - Pinocchio de Robert Zemeckis
  - Hocus Pocus 2 d'Anne Fletcher
  - Il était une fois 2 (Disenchanted) d'Adam Shankman

- 2023 :
  - Le Pari de Chang (en) (Chang Can Dunk) de Jingyi Shao
  - Peter Pan et Wendy (Peter Pan and Wendy) de David Lowery
  - Le Cratère (Crater) de Kyle Patrick Alvarez
  - La Petite Sirène (The Little Mermaid) de Rob Marshall
  - Le Meilleur (World's Best) de Roshan Sethi
  - Indiana Jones et le Cadran de la destinée (Indiana Jones and the Dial of Destiny) de James Mangold
  - Le Manoir hanté (Haunted Mansion) de Justin Simien
  - Un Noël pas comme les autres (Dashing Through the Snow) de Tim Story

- 2024 :

  - The Beach Boys (en) de Frank Marshall
  - Face à la mer : L'Histoire de Trudy Ederle (Young Woman and the Sea) de Joachim Rønning
  - Elton John: Never Too Late (en) de R. J. Cutler et David Furnish
  - Le Silence de Mélodie (Out of My Mind) de Amber Sealey

- 2025 :
  - Blanche-Neige (Snow White) de Marc Webb
  - Alexander et son voyage épouvantablement terrible et affreux (en) (Alexander and the Terrible, Horrible, No Good, Very Bad Road Trip) de Marvin Lemus
  - Lilo et Stitch (Lilo and Stitch) de Dean Fleischer Camp

## Prochainement
- 2025 :
  - Freaky Friday 2 : Encore dans la peau de ma mère (Freakier Friday) de Nisha Ganatra
  - Tron: Ares de Joachim Rønning

- 2026 :
  - Moana de Thomas Kail